# Hallsboro (Carolina del Norte)
Hallsboro es un lugar designado por el censo ubicado en el condado de Columbus, Carolina del Norte, Estados Unidos. Según el censo de 2020, tiene una población de 382 habitantes.

## Geografía
Hallsboro se encuentra ubicado en las coordenadas 34°19′12.29″N 78°36′6.97″O / 34.3200806, -78.6019361. 